# 松本大学予備校

## 概要
松本大学予備校（まつもとだいがくよびこう）は、1971年に設立された長野県松本市にある予備校である。経営母体は学校法人外語学園であり、その前身は信濃高等外語学院である。
- 略称は松ヨビ
- 三大予備校の一つ河合塾と提携しており、授業のテキストは河合塾のものを使用するが、講座によって松本大学予備校オリジナルのテキストも使用する。
- 模試は河合塾の全統模試を行う。
- 講座は大学受験科（高卒生）、高校グリーンコース（高校生）、EXPOコース（中卒生・高卒生）、オルタコース小学・中学、EXPO-Jルーム（中学生）を設置している。[1]

## 沿革

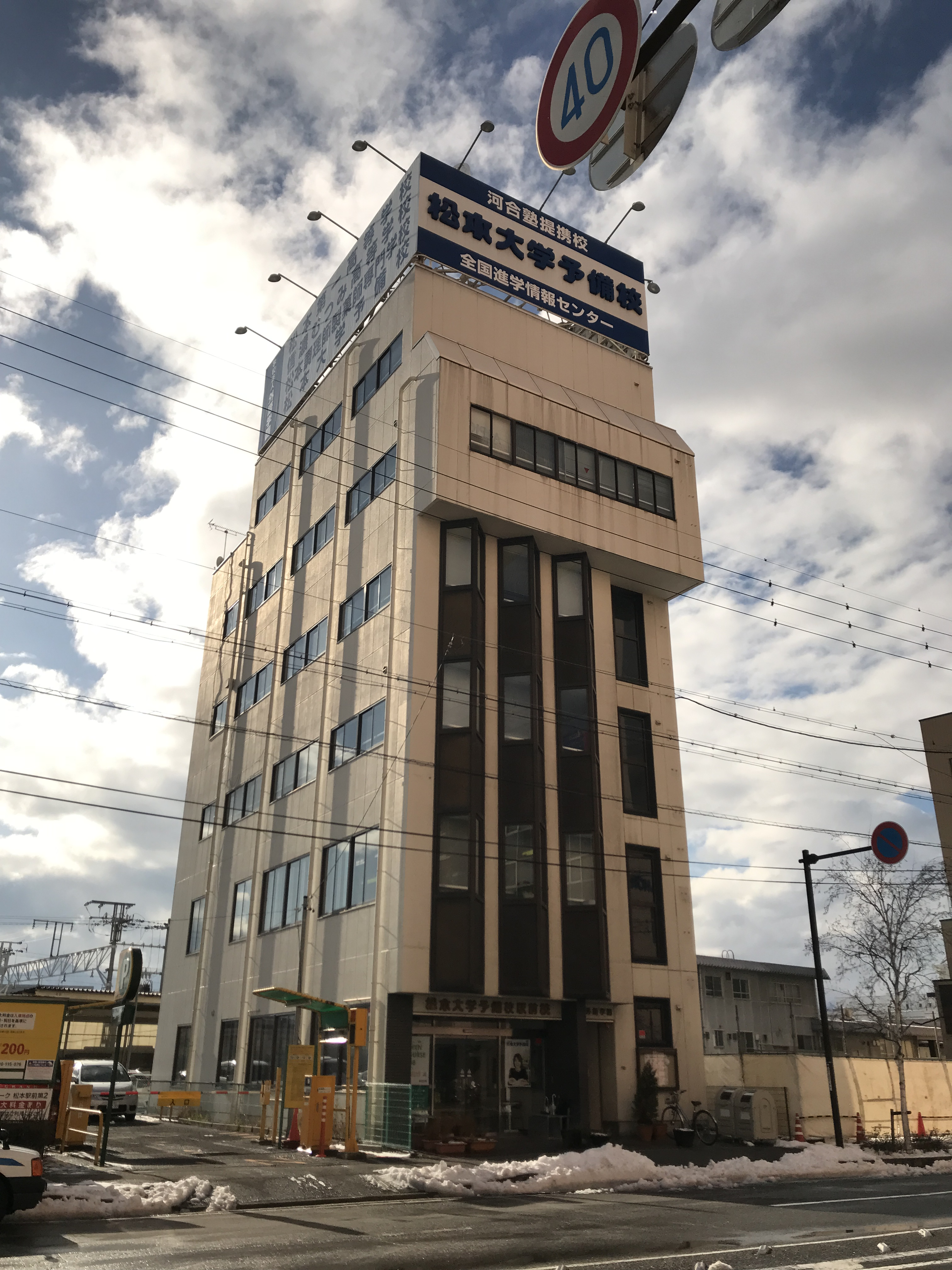
駅前校舎

| 1958年 | 信濃高等外語学院創設、各種学校の認可を得る。             |
| 1960年 | 学校法人外語学園設立。                                   |
| 1971年 | 松本大学予備校、各種学校の認可を得る。                   |
| 1973年 | 大学受験科を設置。                                       |
| 1980年 | 河合塾と業務提携。現役コース（現グリーンコース）を設置。 |
| 1986年 | 駅前校舎開校。                                           |
| 1988年 | 河合塾サテライト講座を設置。                             |
| 2000年 | 大検コース（現EXPOコース）を設置。                       |

## 校舎
- 本校校舎（松本市本庄1-6-5）

- 駅前校舎（松本市深志1-1-10）

## 開講講座

### 大学受験科(高卒生)
・東大（文・理）・京大（文・理）・医学科コース　
・国公立大文系コース
・国公立大理系コース
・私立大（文・理）コース

### 高校グリーンコース(高校生)
- １年生コース
- ２年生コース
- ３年生コース[3]

### EXPOコース
・大学受験クラス
・高校認定クラス

### オルタコース小学・中学
小学生、中学生向けのコース

## 外語学園関連施設
- 松本第一高等学校
- 松本調理師製菓師専門学校
- 信濃むつみ高等学校